# Leonardo Sepúlveda
Leonardo Sepúlveda Morales (* 18. Juni 2001 in Corona, Kalifornien) ist ein mexikanisch-amerikanischer Fußballspieler auf der Position eines Abwehrspielers. Als gebürtiger US-Amerikaner mit mexikanischen Vorfahren spielte er zunächst für die US-Juniorenauswahl sowie die U-20-Nationalmannschaft der USA und anschließend für die mexikanische U-20- und U-21-Nationalmannschaft.

## Leben
Sepúlveda startete seine Laufbahn im Nachwuchsbereich von LA Galaxy und startete seine Laufbahn als Erwachsenenspieler beim spanischen Salamanca CF UDS, für dessen erste und zweite Mannschaft er zwischen 2019 und 2021 zu insgesamt 14 (1. Mannschaft) bzw. 19 (2. Mannschaft) Punktspieleinsätzen kam und jeweils einen Treffer erzielte. Danach verbrachte er zwei Spielzeiten (2021/22 und 2022/23) bei der zweiten Mannschaft des Club Recreativo Granada, für die er insgesamt 32 Punktspieleinsätze (ohne Torerfolg) absolvierte.
Die Apertura 2023 verbrachte Sepúlveda beim Club Deportivo Tapatío, einem Farmteam des mexikanischen Erstligisten Club Deportivo Guadalajara, in dessen Erstligakader er bereits nach wenigen Monaten aufgenommen wurde und in der Clausura 2024 zu acht Punktspieleinsätzen kam. Sein Debüt in der höchsten mexikanischen Spielklasse bestritt Sepúlveda in einem am 10. Februar 2024 ausgetragenen Heimspiel gegen den FC Juárez (2:1), in das er in der 83. Minute eingewechselt und bereits sechs Minuten später des Feldes verwiesen worden war.